# .kw
.kw је највиши Интернет домен државних кодова (ccTLD) за Кувајт.